# Dragon Ball 3: Gokū den
Dragon Ball 3: Gokū den (ドラゴンボール３　悟空伝, Doragon bōru surī: Gokū den, littéralement « Dragon Ball 3 : L’histoire de Goku ») est un jeu vidéo d’aventure développé par TOSE et édité par Bandai. Il est sorti le 27 octobre 1989 sur Famicom au Japon, et est basé sur l’univers de Dragon Ball.

## Postérité
Un remake est sorti pour la WonderSwan Color le 20 novembre 2003.